# Шоршнев, Геннадий Николаевич
Шоршнев Геннадий Николаевич (14 сентября 1936, Череповецкий район, Северная область, РСФСР, СССР – 29 июня 2009, Санкт-Петербург, Россия) – доктор технических наук, заслуженный деятель науки и техники РФ, крупный эксперт в строительной отрасли. 

## Биография
Родился 14 сентября 1936 года в деревне Остинское Череповецкого района Северной области в рабочей семье.
В 1954 году, по окончании школы, поступил на военно-строительный факультет Ленинградского инженерно-строительного института (ЛИСИ). Получил диплом с отличием по специальности «Строительные и дорожные машины и оборудование» в 1959 году.
Профессиональную деятельность начал в должности инженера-конструктора, отработав два года по распределению в ЦКБ «Оргтехстрой».
С 1961 года работал в ЛИСИ, пройдя путь от лаборанта кафедры железобетонных и каменных конструкций до заведующего кафедрой.
В 1966 году защитил кандидатскую, а в 1978 году  –  докторскую  диссертации.
С 1985 по 1990 годы занимал пост ректора ЛИСИ.
Принимал участие в работе Государственных комиссий по обследованию технического состояния зданий и сооружений Санкт-Петербурга и Ленинградской области.
Скончался 29 июня 2009 года. Похоронен на Волковском кладбище.
Научная деятельность
Является основоположником научного направления в области исследований конструкций и расчётов специальных железобетонных сооружений с повышенным содержанием расчётной арматуры малых диаметров в сечениях.
С 1970 года на кафедре железобетонных и каменных конструкций ЛИСИ совместно с Ленинградским НИИ экспериментального проектирования под его руководством
началось изучение железобетонных корпусов высокого давления для ядерных реакторов. В результате был разработан тяжёлый армоцемент, новая разновидность железобетона для сосудов под давлением.
Научную школу Шоршнева прошли многие отечественные ученые.
Подготовил 16 кандидатов и трёх докторов наук.
Был одним из руководителей научной школы СПбГАСУ «Строительство», вошедшей в Список победителей конкурса научно-педагогических и научных школ Санкт-Петербурга (2006).
Написал 90 научных работ, в том числе монографии и два учебных пособия. Девять его изобретений имеют патенты.
Награды и звания
Правительственные награды
- Орден «Знак Почета» (1982);
- Медаль «Ветеран труда» (1987),
- Медаль  «В память 300-летия Санкт-Петербурга» (2003);
- Медаль ордена «За заслуги перед Отечеством» II степени (2007).

Иные звания и должности
- Заслуженный деятель науки и техники РФ;
- Почетный работник высшего профессионального образования РФ;
- Председатель диссертационного совета по присуждению степени доктора нау;
- Член Петровской академии наук и искусств;
- Член Инженерной академии
- Советник РААСН.